# Sebastián Fernández Miralles
Sebastián Fernández Miralles (Benidorm, 26 de febrero de 1970) es un político valenciano, diputado en las Cortes Valencianas durante la IV Legislatura.
Licenciado en derecho por la Universitat d'Alacant. Tras liderar Nuevas Generaciones a Benidorm en 1993, fue elegido diputado en las elecciones a las Cortes Valencianas de 1995. De 1995 a 1999 fue secretario de la Comisión de Educación y Cultura de las Cortes Valencianas. A las elecciones municipales españolas de 1999 y 2003 fue escogido regidor del ayuntamiento de Benidorm y diputado de la diputación de Alicante. En 2012 fue nombrado director general de turismo la Generalidad Valenciana.